# Карв
Карв (фр. Carves) насеље је и општина у југозападној Француској у региону Аквитанија, у департману Дордоња која припада префектури Сарла ла Канеда.
По подацима из 2011. године у општини је живело 109 становника, а густина насељености је износила 10,76 становника/km². Општина се простире на површини од 10,13 km². Налази се на средњој надморској висини од 240 метара (максималној 262 m, а минималној 87 m).

## Демографија
| 1962. | 1968. | 1975. | 1982. | 1990. | 1999. | 2011. |
| ----- | ----- | ----- | ----- | ----- | ----- | ----- |
| 133   | 153   | 148   | 138   | 131   | 112   | 109   |

График промене броја становника у току последњих година